# Дитцинген
Дитцинген (нем. Ditzingen) — город в Германии, в земле Баден-Вюртемберг. 

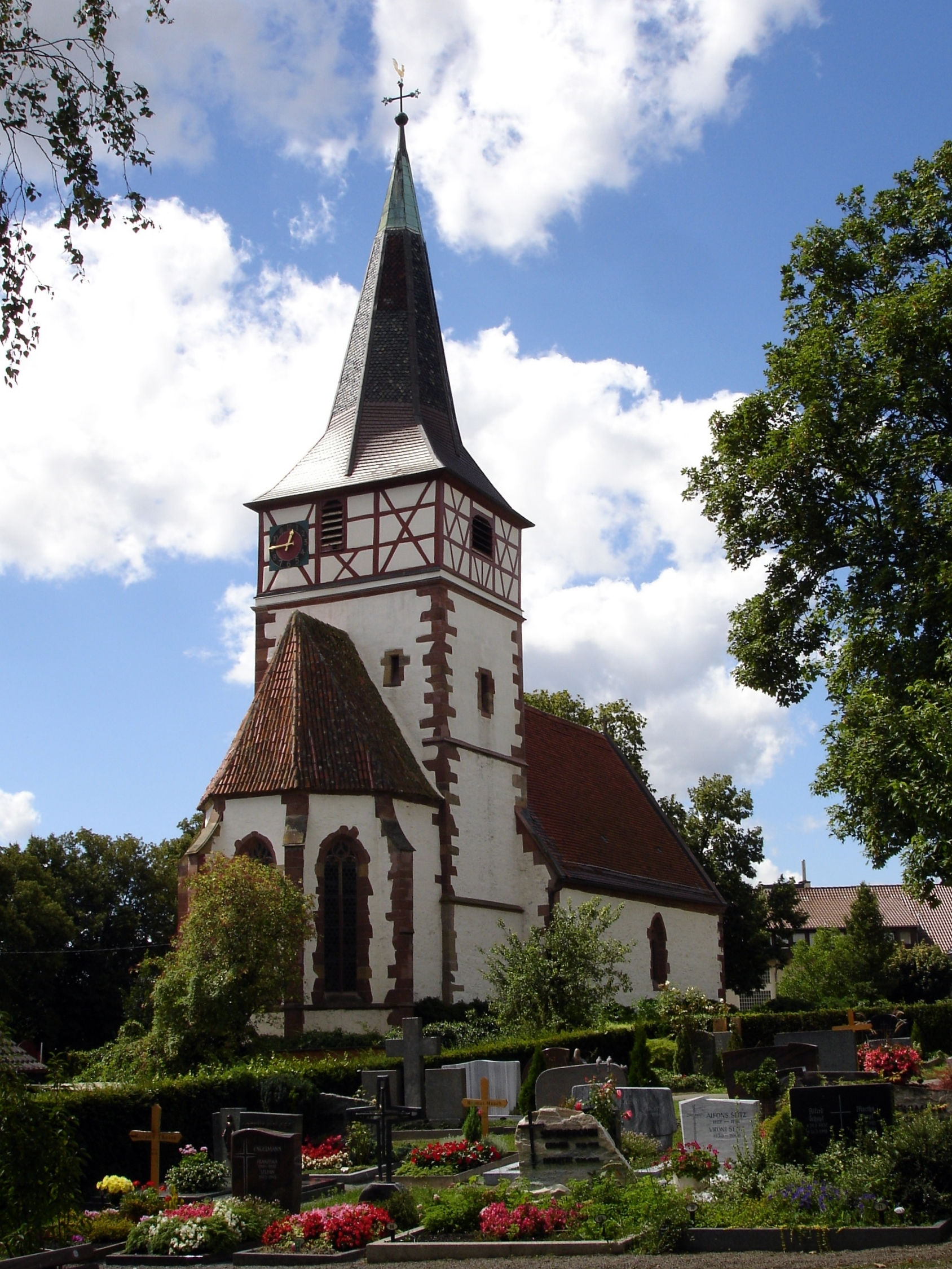
Церковь в Дитцингене

Подчинён административному округу Штутгарт. Входит в состав района Людвигсбург.  Население составляет 24 493 человека (на 31 декабря 2010 года). Занимает площадь 30,40 км². Официальный код  —  08 1 18 011.

## Ссылки

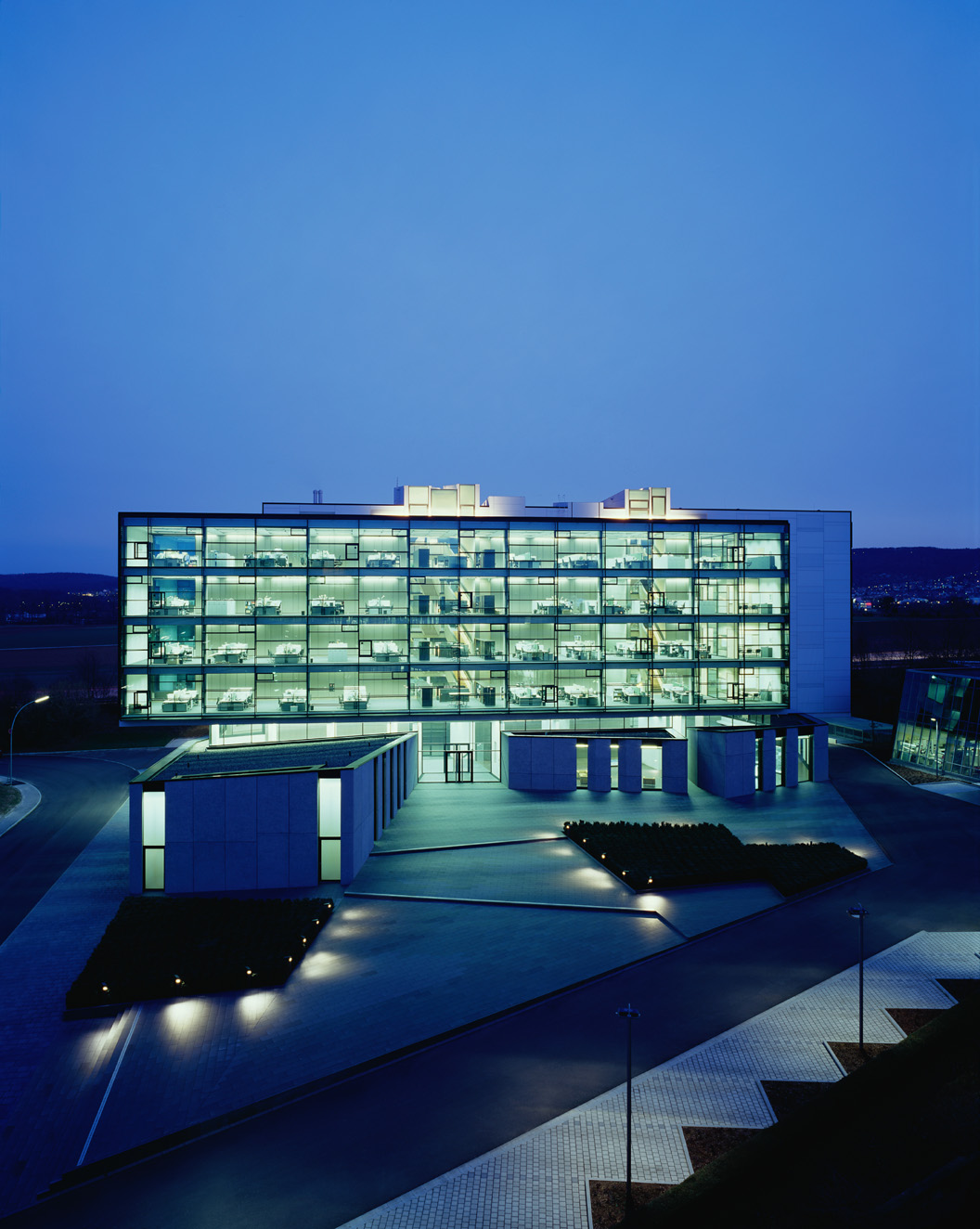
Штаб-квартира Trumpf